# Winogradnoje (Nordossetien-Alanien)
Winogradnoje (russisch Виноградное, ossetisch Винограднӕй, bis 1941 Gnadenburg) ist ein Dorf (selo) im Mosdokski rajon in der nordkaukasischen Republik Nordossetien-Alanien in Russland mit 2379 Einwohnern (Stand 2015).

## Geographie
Das Dorf liegt am rechten Ufer des Flusses Terek im Westen des Mosdokski rajon. Es befindet sich etwa 18 km südwestlich der Stadt Mosdok und etwa 90 km nördlich der Republikhauptstadt Wladikawkas. Die durchschnittliche Höhe in Winogradnoje beträgt etwa 145 m über dem Meeresspiegel. Die Lufttemperatur liegt durchschnittlich zwischen + 23,5 ° C im Juli und −2,5 ° C im Januar.

## Geschichte

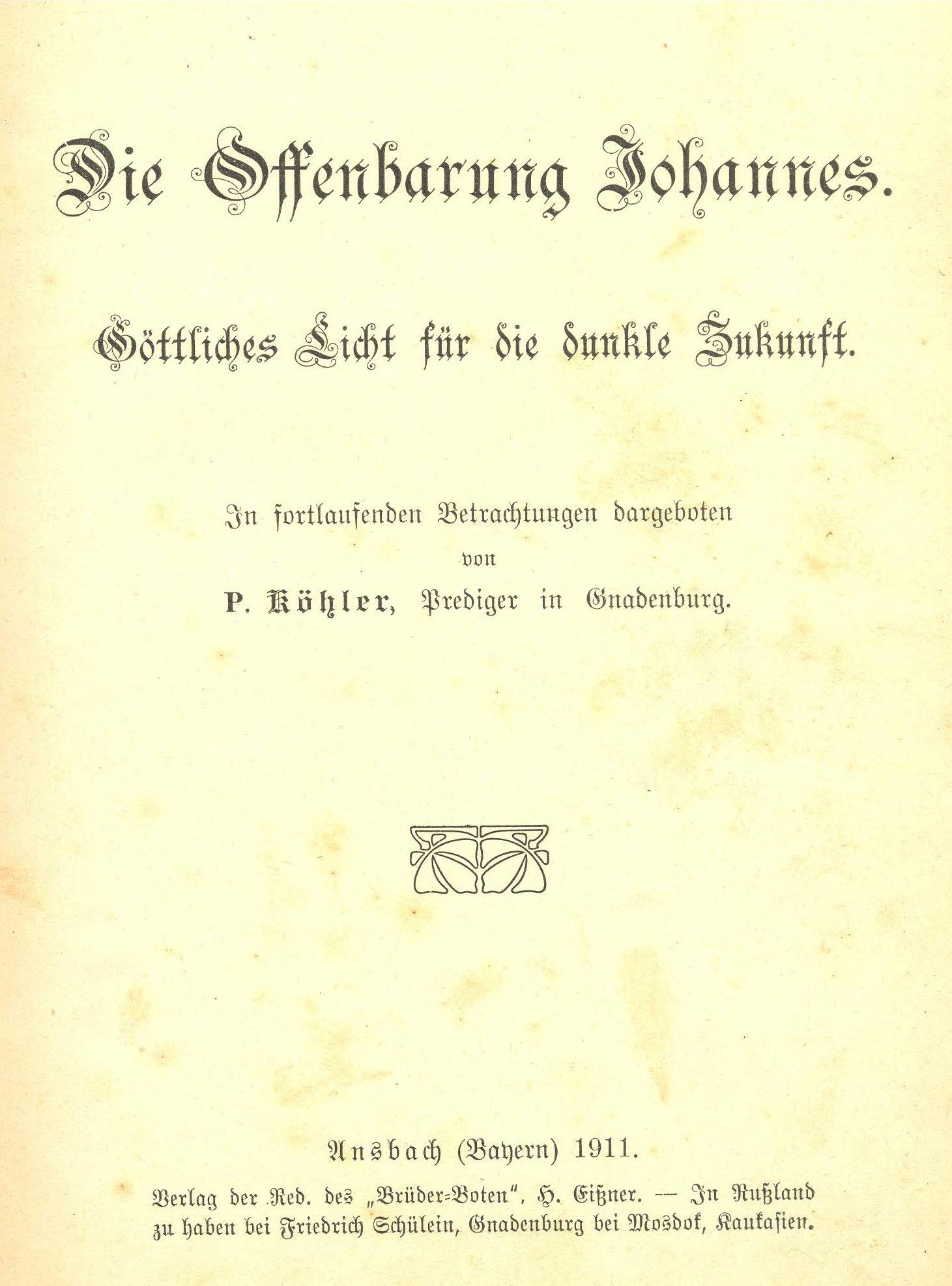
Titelblatt einer Auslegung der Johannesoffenbarung durch Pastor Köhler aus Gnadenburg. Die religiösen Bücher der Gnadenburger wurden im bayerischen Ansbach verlegt

Bereits 1880 siedelten sich die ersten 17 deutschen Familien an. Sie kamen zumeist aus dem bayerischen Mittelfranken sowie aus Württemberg. Mit dem vertraglichen Kauf des Bodens am 15. Mai 1881 wurde Gnadenburg offiziell gegründet. Organisator der Ortsgründung war der bayerische lutherische Pfarrer Samuel Gottfried Christoph Cloeter (1823–1894), der von 1861 bis 1880 in Illenschwang tätig war, einem Dorf im damaligen Bezirk Dinkelsbühl. Er prägte den Namen Gnadenburg, weil die Gnade Gottes wie eine sichere Burg sei. Er pflegte eine dezidiert endzeitliche und chiliastische Frömmigkeit, die mit dem baldigen Auftreten der widergöttlichen Macht des Antichristen rechnete. Dabei vertrat er die Lesart, die bereits im ausgehenden 18. und beginnenden 19. Jahrhundert separatistische pietistische Kreise bewogen hatte, in den Kaukasus auszuwandern: Nur in Russland könne man sich demnach der Herrschaft des Antichristen entziehen. Hergeleitet wurde diese Auffassung aus einer spezifischen Interpretation bestimmter Bibelstellen wie z. B. Hesekiel, wo es in Kapitel 38, Vers 3 heißt: „So spricht Gott der HERR: Siehe, ich will an dich, Gog, der du der oberste Fürst bist von Meschech und Tubal!“ Meschech und Tubal wurden als Moskau und Tobolsk und damit als pars pro toto für Russland gedeutet. Mit dieser Lehre war es Cloeter gelungen, fromme Familien im fränkisch-schwäbischen Umland seiner Illenschwanger Kirchengemeinde zur Emigration zu bewegen.
1882 lebten in der Kolonie bereits 52 Familien. Cloeter und seine Anhänger betrachteten die deutschen evangelischen Staatskirchen sehr kritisch und schwankten zwischen einem völligen Rückzug aus der Volkskirche und einer gemäßigten innerkirchlichen Distanz, wie sie z. B. in der Gemeinschaftsbewegung praktiziert wurde. So orientierten sich die Siedler in Gnadenburg zunächst an einem eher freikirchlichen Gemeindewesen analog der Herrnhuter Brüdergemeine, näherten sich aber im Laufe der Jahrzehnte mehr und mehr der lutherischen Kirche wieder an. 1933 traten die Gnadenburger Protestanten offiziell der Lutherischen Kirche Russlands bei.
Cloeter selbst blieb nicht dauerhaft in Gnadenburg wohnen; er verstarb 1894 im mittelfränkischen Weiltingen, dem Heimatort seiner Frau.
Ab 1892 erhielt Gnadenburg verschiedene kirchliche Gebäude und Einrichtungen: eine Kirche mit Glockenturm, ein Schulhaus und einen Kindergarten sowie ein Pfarrhaus. Die Siedler lebten von Getreide- und Weinanbau sowie von Handwerk und Handel. Der Ort lag zunächst auf dem Territorium des Okrugs Naltschik der Oblast Terek.
Nach Gründung der Russischen SFSR gehörte Gnadenburg ab 20. Januar 1921 innerhalb dieser kurzzeitig zum Kabardinischen Okrug der Sowjetischen Gebirgsrepublik. Der Okrug wurde bereits am 1. September 1921 eigenständig, und Gnadenburg kam mit diesem am 16. Januar 1922 zum Kabardino-Balkarischen Autonomen Okrug, am 16. Oktober 1924 zur Kabardino-Balkarischen Autonomen Oblast und schließlich am 5. Dezember 1936 zur Kabardino-Balkarischen ASSR. Innerhalb dieser Gebilde gehörte der Ort zum Malo-Kabardinski okrug („Kleine Kabardei“, 1931 umgebildet in einen Rajon), dessen größter Teil heute den Terski rajon Kabardino-Balkariens bildet. Am 28. Januar 1935 wurde der östlichste Teil des Rajons als Kurpski rajon ausgeglieder, und Gnadenburg dessen Verwaltungssitz.
1941 lebten etwa 900 deutsche Einwohner in 159 Familien neben mittlerweile dort lebenden Osseten und ethnischen Russen im Dorf. Ende des Jahres 1941 wurde die gesamte deutsche Bevölkerung Gnadenburgs nach Kasachstan deportiert und der Ort in Winogradnoje (übersetzt etwa „Weingartendorf“) umbenannt. Es siedelten sich in Folge überwiegend weitere Osseten, später auch Türken an.
Im Zweiten Weltkrieg war Winogradnoje von Ende August 1942 bis Ende Januar 1943 von der deutschen Wehrmacht besetzt. Mit Beschluss vom 7. März 1944 wurde der Rajon aufgelöst, und dessen größerer Teil östlich des namensgebenden Flusses Kurp (mündet etwa 4 km oberhalb, also westlich des Ortes von rechts in den Terek) unter anderem mit Winogradnoje kam zur Nordossetischen ASSR, aus der das heutige Nordossetien-Alanien hervorging.

### Bevölkerungsentwicklung
| Jahr | Einwohner |
| ---- | --------- |
| 1939 | 1606      |
| 2002 | 2674      |
| 2010 | 2333      |

Anmerkung: Volkszählungsdaten